# Оганян, Еноф Саакович
Еноф Саакович Оганян (1921, село Каваклук — 1970, Гагрский район) — советский табаковод, бригадир колхоза имени Берия Гагрского района Абхазской АССР, Грузинская ССР. Герой Социалистического Труда (1949).
Старший брат Героя Социалистического Труда Мисака Сааковича Оганяна.

## Биография
Родился в 1921 году в крестьянской семье в селе Каваклук (сегодня — Амжикухуа).
Со второй половины 1940-х годов трудился табаководом, бригадиром табаководческой бригады в колхозе имени Берия Гагрского района.
В 1948 году бригада Енофа Оганяна собрала в среднем по 19,5 центнеров листьев табака сорта «Самсун № 27» с каждого гектара на участке площадью 6 гектаров. Указом Президиума Верховного Совета СССР от 3 мая 1949 года «за получение высоких урожаев кукурузы и табака в 1948 году» удостоен звания Героя Социалистического Труда с вручением ордена Ленина и золотой медали «Серп и Молот».
Этим же указом были награждены званием Героя Социалистического Труда председатель колхоза имени Берия Авксентий Константинович Гурцкая, его младший брат Мисак Оганян и Зинайда Хусейновна Акушба.
В 1949 году бригада Енофа Оганяна получила высокий урожай листьев табака, за что он был награждён в 1950 году вторым орденом Ленина.
После выхода на пенсию проживал в родном селе.
Скончался в 1970 году, похоронен в городе Гагра на кладбище «8-й километр».
Награды
- Герой Социалистического Труда
- Орден Ленина — дважды (1949; 06.10.1950)
- Орден Трудового Красного Знамени (21.02.1948)
- Медаль «За трудовую доблесть» (02.04.1966)